# Korricks
Korricks (in zijn eerdere advertenties Korricks' met een apostrof aan het einde of "Chas. Korrick & Bro.") was een warenhuis in het centrum van Phoenix, dat later een filiaal zou worden van The Broadway uit Los Angeles.
De broers Samuel, Charles en Abraham Korrick werden alle drie geboren in Grodno in het Russische Rijk, het huidige Wit-Rusland. Samuel Korrick (geb. 1870) kwam in 1895 naar Phoenix en opende een textielwinkel met een pui van 7 meter, die hij de New York Store noemde. In de loop van de tijd breidde het bedrijf zich uit naar de bovenste verdieping van het gebouw en nam het de aangrenzende winkelruimtes in beslag. In 1900 verhuisde zijn broer Charles Korrick (geb. 1888) naar Phoenix om samen met hem aan de winkel te werken. Drie jaar later, in 1903, stierf Samuel Korrick. Op dat moment was Charles pas 17 jaar oud. In 1905 verhuisde broer Abraham Korrick (geb. 1882) naar Phoenix om te helpen.
In 1914 openden ze een veel grotere winkel, die in 1912-1913 ontworpen was door Trost & Trost. Later werd er een filiaal geopend in de Chris-Town Mall. In 1962 werden de warenhuizen overgenomen door The Broadway en werden de twee winkels omgedoopt tot The Broadway. 